# Tout vu tout lu
Tout vu tout lu est un jeu télévisé quotidien français produit par la société FrenchTV et diffusé sur France 2 du 1er septembre 2003 au 5 mai 2006.
Il s'agit de l'adaptation française du jeu italien Azzardo diffusé sur la chaîne Rai 1.
Le jeu est présenté par Stéphane Thébaut de septembre 2003 à juin 2005, puis par Marie-Ange Nardi de septembre 2005 à mai 2006.

## Historique
L'émission est diffusée tous les jours de la semaine, du lundi au vendredi, vers 17 h 30. 
Lors de son lancement le 1er septembre 2003, elle succède à cette case horaire au jeu La Cible présenté par Olivier Minne et dont Stéphane Thébaut est alors la voix-off, qui a été déplacé le midi à partir de juillet 2003, après six mois de diffusion avec succès en fin d'après-midi.
Stéphane Thébaut est resté à la présentation jusqu'en juin 2005, puis c'est Marie-Ange Nardi qui prendra le relais en septembre 2005. 
Le journaliste Bruno Roger-Petit était la voix in lors des émissions présentées par Marie-Ange Nardi. Il apportait des informations sur les réponses aux questions. Situé hors-plateau, on pouvait voir son visage dans un écran sur le mur derrière les candidats.
- Lors des derniers mois, l'émission accueillait parfois des célébrités. Cette nouveauté s'est accompagnée d'un relooking du logo et des musiques.
- Le jeu est basé sur l'actualité : tandis que la première manche survole les événements de l'année en cours, les 2e et 3e manches s'attardent sur les événements des jours précédents.

En mai 2006, le jeu a été retiré de la grille des programmes de France 2 à la suite d'une baisse des audiences, et a été remplacé par un nouveau jeu, Carbone 14 présenté par Ness, qui sera lui-même remplacé en septembre 2006 par une nouvelle version du jeu La Cible animée par Marie-Ange Nardi.

## Concept
Au début de l'émission, les trois candidats sont crédités d'un capital de 100 000 euros (en 2003) puis de 150 000 euros qu'ils vont devoir conserver à tout prix. Le jeu se déroule en trois manches, chacune composée de trois questions toutes basées sur des thèmes d'actualité.
L'animateur énonce le thème de la question et les trois candidats ont 15 secondes pour faire monter les enchères en buzzant (chaque buzz augmentant la mise de 500 euros la 1re manche, 1 000 euros la 2e manche et 2 000 euros la 3e manche. Lors des 15 secondes, le candidat qui a fait la plus haute enchère doit répondre à la question posée par l'animateur. S'il donne la bonne réponse (parmi les quatre propositions), il fait perdre aux deux autres candidats la somme qu'il vient de miser lors des enchères; en revanche, s'il donne une mauvaise réponse, il perd cette somme.
Les trois manches fonctionnent sur le même système. À la fin de chaque manche, le candidat ayant le plus petit capital (sauf lors de la 3e) joue à une question du tout pour le tout, il mise jusqu'à 50 % de son capital. Comme pour toutes les autres questions, s'il répond bien il fait perdre aux autres la somme misée, sinon il perd la somme misée. Si toutes les enchères ont été adjugées au même candidat, jouera pour le "tout pour tout", le candidat qui a participé moins à toutes les enchères.
Pour la dernière question de la 3e manche, l'animateur énonce le thème de la question avec des images montrées aux téléspectateurs, puis les candidats misent secrètement jusqu'à 100 % de leur capital (jusqu'au début 2005). En 2005, le principe est le même que les autres questions, mais avec une mise de 5 000 euros. À la fin des trois manches, le candidat qui a le plus gros capital participe à la finale, et les deux autres candidats sont éliminés.
Lors de sa création, la cagnotte de départ était de 100 000 euros, mais elle sera rapidement élevée à 150 000 euros.
Si un candidat se retrouve avec un capital égal à 0 € avant la fin des trois manches, il est automatiquement éliminé du jeu. 

### La finale
Le candidat va tenter de remporter la somme qu'il a réussi à conserver durant tout le jeu. Il va devoir répondre à 10 questions portant sur l'actualité de 10 personnalités, le tout en 3 minutes ; en 2006, avec 5 personnalités mais avec 2 questions par personnalité. 
Le candidat commence la finale avec son capital auquel ont été enlevés les 4 derniers chiffres. Une bonne réponse fera allumer un chiffre de sa cagnotte, et une mauvaise réponse en fera éteindre un. À la fin des 10 questions, le candidat remporte la somme qui est allumée à ce moment-là. Après les 10 questions, le candidat gagne la somme allumée et revient à l'émission suivante.
Exemple : si le finaliste a réussi à conserver un capital de 115 000 euros, il commencera la finale avec 11 €. S'il donne une bonne réponse, il passera à 115 euros, puis à 1 150 euros, puis à 11 500 euros et enfin à 115 000 euros. C'est le processus inverse en cas de mauvaise réponse. Si à la fin des 3 minutes, le finaliste n'a pas répondu à toutes les questions, un chiffre s'éteint par question restée sans réponse.

## Audiences
Quelques mois après son lancement, le jeu rassemble environ 1,4 million de personnes, soit 18,2 % du public.

## Jeu de société
Le jeu télévisé a été adapté en jeu de société en 2005 par Lansay.